# Кляуза (пам'ятка природи)
Кляуза — ботанічна пам'ятка природи місцевого значення. Об'єкт розташований на території Косівського району Івано-Франківської області, село Космач.
Площа — 0,5400 га, статус отриманий у 1996 році.